# Luzula levieri
Luzula levieri là một loài thực vật có hoa trong họ Juncaceae. Loài này được Asch. & Graebn. mô tả khoa học đầu tiên năm 1904.